# Historické provincie Finska
Historické provincie Finska (finsky suomen historialliset maakunnat, švédsky historiska landskap i Finland) byly správní oblasti ve Finsku, když bylo součástí Švédska. Starý systém provincií se rozpadl roku již 1634, kdy je nahradily kraje, které vydržely až do roku 1997, kdy územní správa prošla ve Finsku reformou.
1. Vlastní Finsko (finsky Varsinais-Suomi, švédsky Egentliga Finland)
2. Laponsko (finsky Lappi, švédsky Lappland)[pozn 1]
3. Karélie (finsky Karjala, švédsky Karelen)
4. Pohjanmaa (Ostrobotnie) (finsky Pohjanmaa, švédsky Österbotten)
5. Satakunta (finsky Satakunta, švédsky Satakunda)
6. Savo, (finsky Savo, švédsky Savolaks)
7. Häme (Tavastie), (finsky Häme, švédsky Tavastland)
8. Uusimaa (Nylandie), (finsky Uusimaa, švédsky Nyland)
9. Alandy, (finsky Ahvenanmaa, švédsky Åland)
10. Vestrobotnie, (finsky Länsipohja, švédsky Västerbotten)[pozn 2]

## Znaky provincií
Znaky provincií se poprvé společně objevily na pohřbu Gustava I. Vasy roku 1560, kdy mnohé provincie také získaly své první znaky. Když se Finsko stalo roku 1809 součástí Ruského impéria, některé tradiční znaky začaly částečně odlišovat od původních švédských. Na starých znacích je možno vidět rozdíl mezi provinciemi hraběcími (koruna z perel) a vévodskými (koruna se špičkami). Od roku 1884 měly již všechny znaky švédských provincií stejnou vévodskou korunu. Staré znaky posloužily také jako základ dnešních krajských a provinčních znaků.
| Ahvenanmaa | Häme | Karjala | Lappi | Pohjanmaa | Satakunta | Savo | Uusimaa | Varsinais-Suomi |